# Clare Hunt
Clare Josephine Hunt (12 marzo 1999) è una calciatrice australiana, difensore del Tottenham e della nazionale australiana.

## Carriera

### Club
Cresciuta a Grenfell, nel Nuovo Galles del Sud, fin da ragazzina Hunt si appassiona al calcio, decidendo all'età di 15 anni di continuare l'attività nel Canberra United Academy, la sezione giovanile del Canberra United.

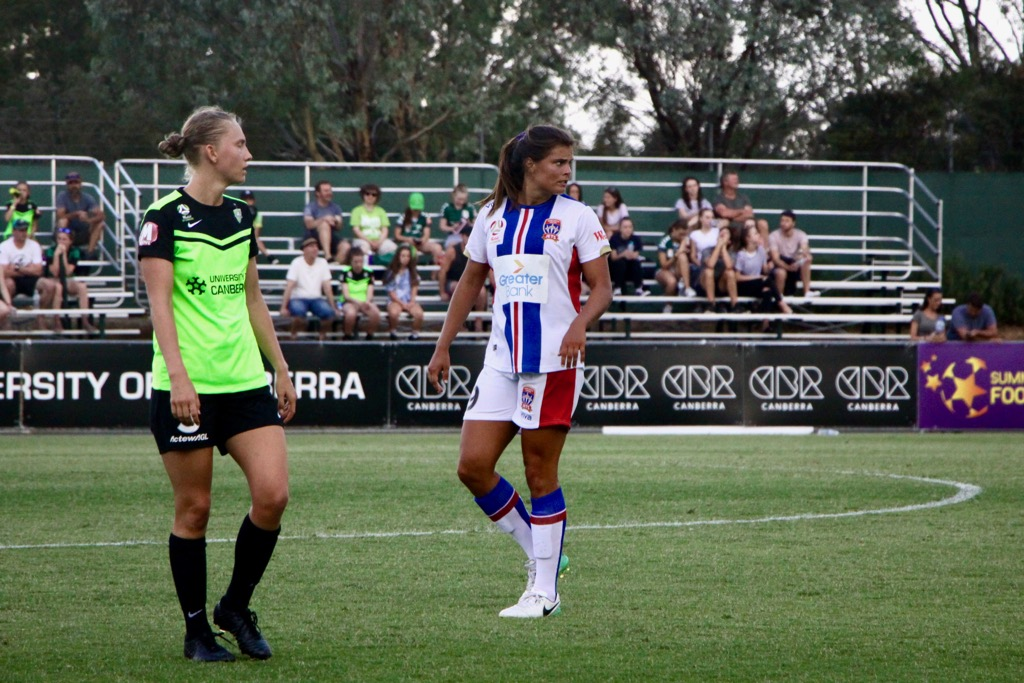
Hunt, a sinistra, e Katie Stengel nell'incontro di W-League del 28 gennaio 2018 con il.

Entrata dopo qualche anno in rosa con la prima squadra allenata da Raeanne Dower, fa il suo debutto in W-League, l'allora denominazione del primo livello del campionato australiano femminile di calcio, il 26 novembre 2016, alla 4ª giornata di campionato, rilevando Celeste Boureille al 59' dell'incontro casalingo vinto 5-2 sul Newcastle Jets. Hunt rimane legata al club di Canberra per altre quattro stagioni, con la panchina affidata a Heather Garriock, tuttavia la stagione con i migliori risultati resta la prima, dove la sua squadra raggiunge il primo posto nella stagione regolare per poi venire eliminata nelle semifinali della fase finale.
Prima dell'inizio della stagione 2021-2022 viene comunicato il suo trasferimento al Western Sydney Wanderers, unica squadra iscritta A-League Women con sede fuori dell'Australia. A disposizione del tecnico Catherine Cannuli fa il suo debutto con la nuova maglia scendendo in campo da titolare già dalla 1ª giornata di campionato, il 3 dicembre 2021, nell'incontro pareggiato in trasferta a reti involate con il Wellington Phoenix. Alla sua prima stagione con il club di Wellington, Nuova Zelanda, la squadra non si dimostra molto competitiva, concludendo il campionato al 9º e penultimo posto e perciò non accedendo alla fase finale per la conquista del titolo.
Il 15 settembre 2023 Hunt passa a titolo definitivo al Paris Saint-Germain, nella massima serie francese, con cui firma un contratto triennale.

### Nazionale
Hunt approda alla nazionale australiana saltando la trafila delle giovanili, chiamata dal commissario tecnico Tony Gustavsson in occasione dell'edizione 2023 della Cup of Nations, dove debutta il 16 febbraio 2023 nel vittorioso incontro per 4-0 sulla Rep. Ceca condividendo poi con le compagne, al termine del torneo, la vincita del suo primo trofeo internazionale. In seguito Gustavsson continua a darle fiducia, convocandola e valutandola in diverse amichevoli nel 2023 prima di decidere di inserirla nella lista delle 23 calciatrici selezionate per disputare il Mondiale di Australia e Nuova Zelanda 2023.

## Palmarès

### Club
- Coppa di Francia: 1

Paris Saint-Germain: 2023-2024

### Nazionale
- Cup of Nations: 1

2023